# Marie af Nassau
Prinsesse Marie af Nassau (Marie Wilhelmine Friederike Elisabeth; født 29. januar 1825, død 24. marts 1902) var en tysk prinsesse af Nassau, der var fyrstinde af Wied fra 1842 til 1864.
Hun var datter af Hertug Vilhelm 1. af Nassau og prinsesse Louise af Sachsen-Hildburghausen. Hun blev gift med fyrst Herman af Wied i 1842. 
Marie var søster til Storhertug Adolf 1. af Luxembourg, halvsøster til Dronning Sophie af Sverige, mor til Dronning Elisabeth af Rumænien og farmor til Fyrst Vilhelm 1. af Albanien.